# Paul Probst
Paul Probst (ur. 15 maja 1869, zm. 9 września 1945) – szwajcarski strzelec, mistrz olimpijski, kilkukrotny medalista mistrzostw świata.

## Wyniki
Wystąpił tylko na jednych igrzyskach olimpijskich (w Paryżu w 1900 roku). Sklasyfikowany został w dwóch konkurencjach, w jednej z nich zdobywając złoty medal. Zwyciężył w strzelaniu z pistoletu dowolnego z odl. 50 metrów drużynowo.
Szwajcar zdobył w swojej karierze cztery medale mistrzostw świata, tylko jeden w konkurencji indywidualnej. Było to podczas mistrzostw świata w Lyonie (pistolet dowolny, 50 m), gdzie zajął drugie miejsce. Pozostałe trzy medale zdobył w drużynowym strzelaniu z pistoletu dowolnego z 50 metrów.

### Wyniki olimpijskie
| Igrzyska | Konkurencja                       | Wynik                                  | Miejsce   | Źródło |
| -------- | --------------------------------- | -------------------------------------- | --------- | ------ |
| IO 1900  | Pistolet dowolny, 50 m            | 432 punkty                             | 9 (na 20) | [ 3 ]  |
| IO 1900  | Pistolet dowolny, 50 m, drużynowo | 2271 punktów (druż), 432 punkty (ind.) | 1 (na 4)  | [ 4 ]  |

### Medale mistrzostw świata
Opracowano na podstawie materiałów źródłowych:
| Mistrzostwa  | Konkurencja                       | Wynik                                   | Miejsce |
| ------------ | --------------------------------- | --------------------------------------- | ------- |
| Paryż 1900   | Pistolet dowolny, 50 m, drużynowo | 2271 punktów (druż.), 432 punkty (ind.) | 1       |
| Lucerna 1901 | Pistolet dowolny, 50 m, drużynowo | 2159 punktów (drużynowo)                | 1       |
| Lyon 1904    | Pistolet dowolny, 50 m            | 474 punkty                              | 2       |
| Lyon 1904    | Pistolet dowolny, 50 m, drużynowo | 2333 punkty (drużynowo)                 | 1       |